# جيني مكون
جيني مكون (15 يونيو 1845م - 28 يوليو 1924م) هي طبيبة وكاتبة أمريكية ومحرره لمجلة طبية. حاضرت في حق المرأة في التصويت ودعمتها .

## النشأة والتعليم
ولدت جيني مكون في 15 يونيو 1845م في هارفيسبورغ ، أوهايو في الولايات المتحدة هي ابنة الدكتور جون وماريا (تايلور) مكون.
تلقت مكون تعليمها في المدارس العامة في بلدتها الأم وفي المدرسة العادية. حصلت على درجة الامتياز، من مدرسة أوهايو العادية وكان ذلك في عام 1883م، بعد أن درست المدرسة لمدة اثني عشر عامًا، ابتداءً من عمر السادسة عشر.

## الوظيفة
في عام 1869 ، تم ترشيحها لجائزة مقاطعة مفتش المدارس في أودوبون County, آيوا ، ولكن تفتقر إلى خمس عشرة أصوات في الانتخابات. في عام 1873 ، بعد أن تراكمت لديها أموال كافية من أجل التعليم المهني، بدأت دراسة الطب تحت حذاقة من وليم ستيفنسون روبرتسون، دكتوراه, أستاذ مبادئ وممارسة الطب، القسم الطبي, جامعة ولاية ايوا (التي تعرف الآن باسم جامعة آيوا), Iowa City, Iowa في المؤسسة كما حضرت ثلاث دورات من المحاضرات التي كانت تخرج مع مرتبة الشرف، 4 مارس عام 1876 ،  وحصوله على جائزة لاطروحة على حمى النفاس. بينما بعد الجامعي، McCowen عرضت منصب مساعد الطبيب على موظفي الدولة مستشفى المجانين في Mt. ممتعة, أيوا, ودخلت على أداء مهام منصبه مباشرة بعد التخرج.

## الحياة الشخصية
كانت مكون من أصحاب حق الاقتراع، وخصصت الكثير من الوقت لدراسة العمل الوقائي في العلوم الاجتماعية . ساعدت في تنظيم أندية الفتيات العاملات التعاونية. كانت عضوًا في جمعية النهوض بالمرأة منذ عام 1881 ، ونائبة رئيس لولاية أيوا، 1883-1885م ؛ وشاركت بنشاط في الكونغرس النسائي، دي موين، أيوا، 1885م. وكانت رئيسة اللجنة التنفيذية، ومنذ عام 1893 ، كانت رئيسة لتحالف المرأة، التي ضمنت لراينبورت مصور شرطة، في عام 1890. كانت أحد مؤسسي نادي Lend-a-Hand Club وساعدت في تأسيس التحالف الخيري للنساء.
وكان بيكفورد رفيق مكوين منذ فترة طويلة. في وقت لاحق، عاش ماكين مع كلارا كرين، التي كانت رئيسة جمعية الممرضين الزائرين . توفت مكوين في 28 يوليو 1924 ، ودُفنت في مقبرة أوكديل في دافنبورت.

## مقالاتها
- علاقات وواجبات المهنة العامة نحو الجنون ، 1883
- الجنون عند النساء ، 1886
- طبيبات في مستشفيات الجنون : نظرة تاريخية ، 1886

### قائمة المراجع
- Turner، Jonathan (2016). A Brief History of Bucktown: Davenport's Infamous District Transformed. Arcadia Publishing. ISBN:978-1-62619-909-5. مؤرشف من الأصل في 2020-06-28.

## روابط خارجية
- يعمل بواسطة أو حول جيني مكوين